# Saint-Brice-Courcelles
Saint-Brice-Courcelles es una población y comuna francesa, en la región de Champaña-Ardenas, departamento de Marne, en el distrito de Reims y cantón de Reims-8.

## Demografía
| 1531 | 1553 | 1773 | 2425 | 3356 | 3527 |
| Para los censos de 1962 a 1999 la población legal corresponde a la población sin duplicidades (Fuente: INSEE [Consultar]) |      |      |      |      |      |